# إدوارد أوستين شيلدون
إدوارد أوستين شيلدون (بالإنجليزية: Edward Austin Sheldon)‏ هو مربي أمريكي، ولد في 4 أكتوبر 1823 في Perry, New York ‏ في الولايات المتحدة، وتوفي في 26 أغسطس 1897 في أوسويغو في الولايات المتحدة.

## وصلات خارجية
- إدوارد أوستين شيلدون على موقع الموسوعة البريطانية (الإنجليزية)